# Страда пер Черело (Милано)
Страда пер Черело је насеље у Италији у округу Милано, региону Ломбардија.
Према процени из 2011. у насељу је живело 77 становника. Насеље се налази на надморској висини од 132 м.